# Karabin maszynowy M134 Minigun
M134 Minigun – sześciolufowy karabin maszynowy w systemie Gatlinga skonstruowany na potrzeby Armii USA w czasie wojny wietnamskiej. Powstał w oparciu o działko M61 Vulcan. Występuje wiele wersji różniących się przede wszystkim szybkostrzelnością i napędem (elektrycznym, hydraulicznym lub pneumatycznym). Używany jest jako pokładowy karabin maszynowy montowany w drzwiach takich śmigłowców jak UH-1 Iroquois czy UH-60 Black Hawk. Przedrostek „mini” odnosi się do mniejszych, w porównaniu z Vulcanem, rozmiarów i kalibru karabinu.
W 1968 ZSRR w odpowiedzi na działko M134 Minigun stworzył karabin maszynowy GSzG-7,62 zasilany amunicją 7,62 × 54 mm R.
W 2013 roku 10 sztuk M134G zostało przyjętych na stan uzbrojenia Sił Zbrojnych Rzeczypospolitej Polskiej. Jest to broń pokładowa Mi-17.

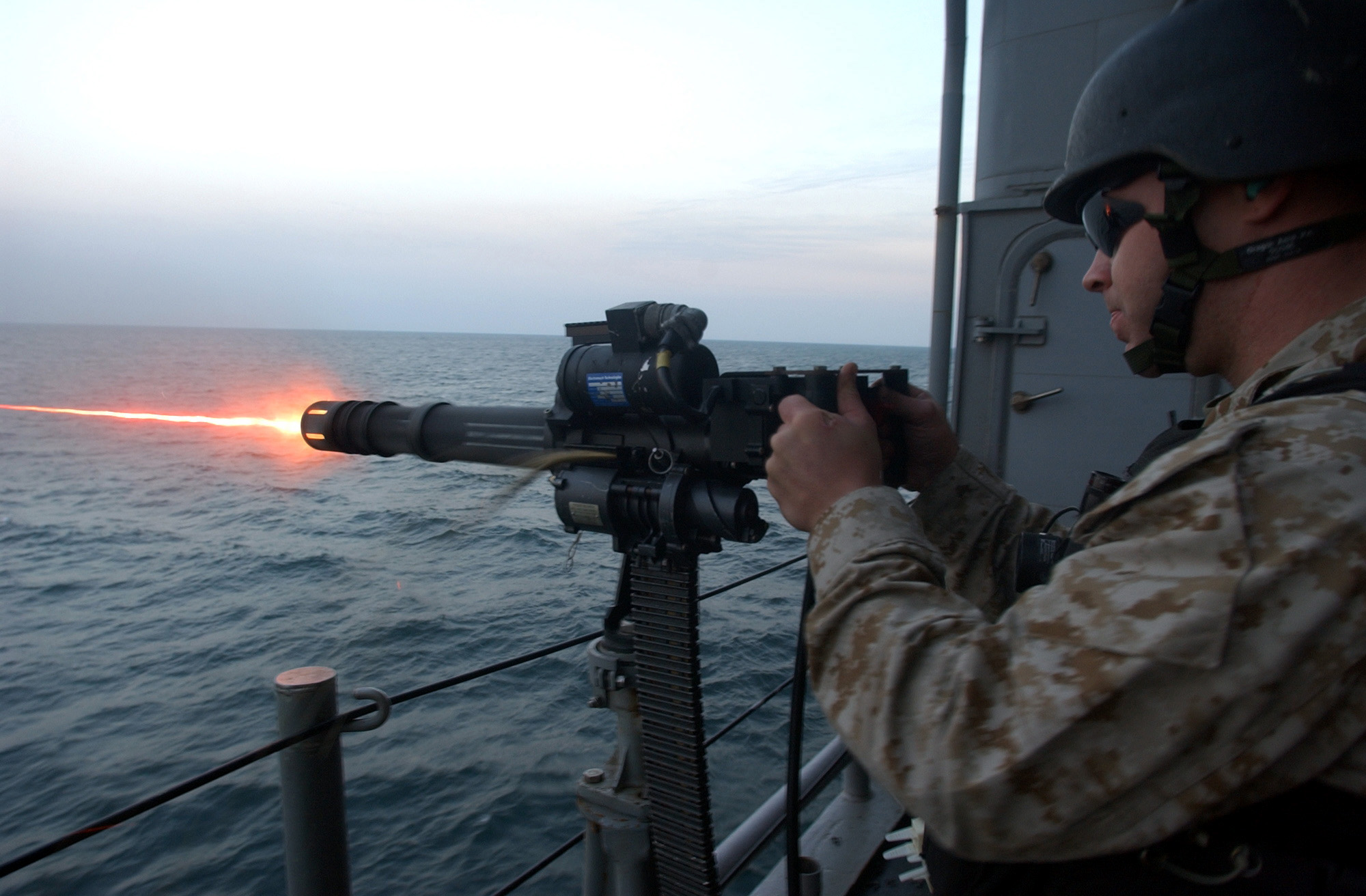
Członek załogi lotniskowca strzelający pociskami smugowymi z M134
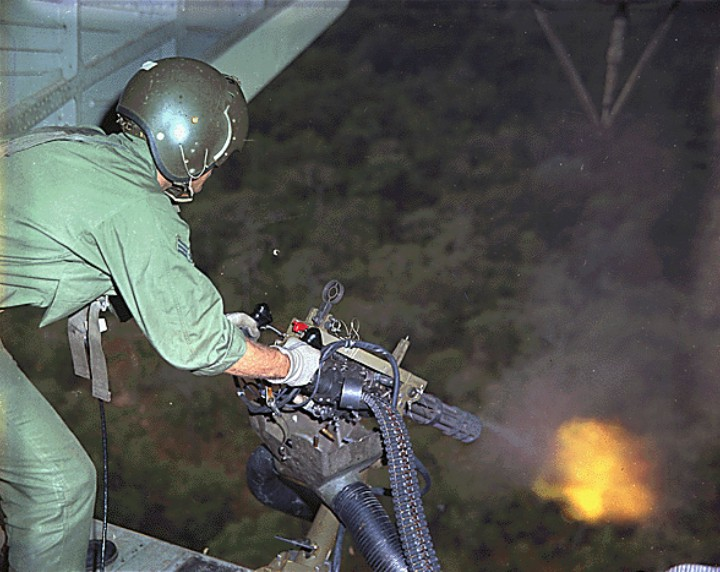
Członek załogi śmigłowca strzelający z M134 podczas misji ratunkowej w Wietnamie